# Ptychochromis inornatus
Ptychochromis inornatus is een  straalvinnige vissensoort uit de familie van cichliden (Cichlidae). De wetenschappelijke naam van de soort is voor het eerst geldig gepubliceerd in 2002 door Sparks.
De soort staat op de Rode Lijst van de IUCN als Bedreigd, beoordelingsjaar 2016. De omvang van de populatie is volgens de IUCN dalend.